# Teucholabis (Teucholabis) cinderella
Teucholabis (Teucholabis) cinderella is een tweevleugelige uit de familie steltmuggen (Limoniidae). De soort komt voor in het Neotropisch gebied.